# سد أوتشينوكورا
سد أوتشينوكورا (اليابانية: 内の倉ダム) هو سد في شيباتا، محافظة نيغاتا، اليابان، تم الانتهاء منه في عام 1973. تقع على بعد حوالي 5 كيلومترات أسفل سد كاجيجاوا. 